# مخلاف عيان
مخلاف عيان أحد المخاليف اليمنية القديمة التي كان معمول بها قبل سيطرة العثمانيين على اليمن 1538 واحتلال بريطانيا لعدن 1839  ، عيان بكسر العين هي بلدة عامرة شمال شرق حرف سفيان ، وبالفتح مع تشديد الياء هو جبل في حجة ، وقال ياقوت هو بلد من ناخية مخلاف جعفر، ولا يعرف مكان مخلاف جعفر حيث لا بلد أو منطقة تحمل أسمه .